# Peladão
Der Peladão ist eines der größten Amateurfußballturniere der Welt. Er wird im Großraum Manaus, im brasilianischen Bundesstaat Amazonas, ausgetragen.

## Beschreibung
Von 428 bis 1000 Mannschaften, je nach Quelle, stehen sich in einer Vielzahl von Fußballspielen bei diesem Turnier im Amazonas gegenüber. Der gesamte Zeitraum erstreckt sich über mehr als vier Monate. Die Mannschaften sind sowohl Herren- als auch Damenmannschaften. Jede Mannschaft entsendet gleichzeitig eine eigene Schönheitskönigin. Von allen Mannschaften wird im Turnier ein Gesamtsieger ermittelt. Ebenso wie die Schönheitskönigin des Turniers, deren Preis in der Regel ein Auto ist. Die Zweitplatzierte erhält einen Geldpreis von 2000 Real, etwa 660 Euro.
Das Turnier wird von vielen jungen Fußballern als Sprungbrett aus der Armut zum bezahlten Fußball gesehen. Entsprechend hoch ist die Motivation. Die Schönheitsköniginnen treten ebenso oft mit der Hoffnung an, national oder international entdeckt zu werden. 

## Dokumentationen
- Bolzen und Balzen – Fußballspektakel in Brasilien (Regie: Thomas Aders): Eine Dokumentation des Fernsehsenders Phönix über den Peladão
- Peladão – Elf Freunde und eine Königin (Regie: Jörn Schoppe): Ein Dokumentarfilm über den Peladão aus dem Jahr 2006, Deutschland, 86 min, auf DVD, Informationen bei IMDb